# Orbeçan
 Orbessan (en francès Orbessan) és un municipi francès situat al departament del Gers i a la regió d'Occitània.

## Geografia

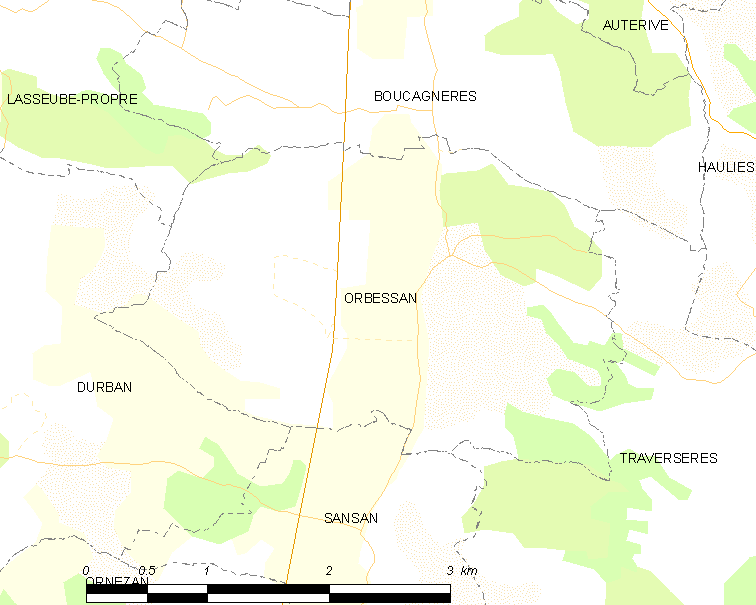
Mapa de la comuna de Orbessan

## Administració i política
| Període | Identitat      | Partit |
| ------- | -------------- | ------ |
| 2001-   | Robert Gagneux |        |

## Demografia
| 1962                                       | 1968 | 1975 | 1982 | 1990 | 1999 | 2006 |
| ------------------------------------------ | ---- | ---- | ---- | ---- | ---- | ---- |
| 102                                        | 114  | 104  | 134  | 159  | 213  | 259  |
| Des de 1962: població sense dobles comptes |      |      |      |      |      |      |